# Драбенко, Иван Фёдорович
Иван Фёдорович Драбенко (рум. Ion Drabenco; 9 октября 1929, Верхние Кугурешты — 19 марта 2010, Кишинёв) — советский и молдавский физик, доктор технических наук, профессор, изобретатель СССР, лауреат Государственной премии МССР (1974), специалист в области метрологии и электроизмерительной техники. Им исследованы и разработаны научно-технические основы для создания высоковольтных прецизионных средств измерений от I до I000 кВ на базе резистивных микропроводов в стеклянной изоляции, которые нашли применение в энергетике, электронной микроскопии и метрологической практике, дающие значительный экономический эффект.

## Биография
Родился 9 октября 1929 года в селе Верхние Кугурешты, жудец Сорока (в настоящее время Флорештский район Республики Молдова).
В 1950 году, после окончания средней школы, был призван для прохождения срочной военной службы в войска Противовоздушной обороны СССР, где впервые непосредственно познакомился с радиотехническим и радиолокационным оборудованием, которое интенсивно развивалось в те годы.
С 1953 по 1957 годы обучался на физико-математическом факультете Кишинёвского государственного педагогического института им. Иона Крянгэ. Его дипломной работой явилось создание оригинального киловольтметра, о чём была публикация в республиканском журнале «Ынвэцэторул Советик». По окончании института, в течение двух лет работал на кафедре физики в должности старшего лаборанта и преподавателя.
С 1959 по 1983 годы работал в Кишинёвском научно-исследовательском институте электроприборостроения (КНИИЭП) сначала на должность младшего научного сотрудника, затем руководителем группы, заведующим лабораторией, директором института.
В конце 1960 года приступил к первой серьёзной разработке, связанной с созданием высоковольтного измерительного оборудования на базе микропровода в стеклянной изоляции, предназначенного для первой в Советском Союзе линии электропередач постоянного тока, мощностью 800 кВт (Волжская ГЭС — Донбасс), которое эксплуатируется по настоящее время. Это было одно из важнейших применений микропровода в стеклянной изоляции в данной отрасли. Дальнейшие годы работы были направлены на создание лаборатории по разработке новых высоковольтных измерительных приборов на базе микропровода. Достижения созданной им лаборатории были внедрены на важных объектах народного хозяйства страны и запущены в серийное производство на заводах «Микропровод», г. Кишинёв и «Тбилприбор», г. Тбилиси.
В 1963 году поступил в аспирантуру Академии Наук МССР и окончил её в 1967 году, защитив диссертацию во Всесоюзном Научно-исследовательском институте метрологии им. Д. И. Менделеева, г. Ленинград, на тему «Исследование и разработка высоковольтных точных и стабильных сопротивлений и делителей напряжения из микропровода в стеклянной изоляции».
В 1974 году совместно с Е. Я. Бадинтером и З. И. Зеликовским был удостоен Государственной премии Молдавской ССР «за создание и промышленное освоение организациями и предприятиями Молдавской ССР электроизмерительных приборов и элементов на основе литого микропровода».
Драбенко И. Ф. состоял членом различных научно-технических организаций: Учёного Совета Института прикладной физики Академии Наук МССР; Республиканского Совета по координации межотраслевых научно-технических проблем (1978 г); Президиума Республиканской Торгово-Промышленной палаты (1972—1978 гг). В качестве общественной работы, Драбенко И. Ф. неоднократно избирался депутатом городского и районного Советов народных депутатов (1967—1977гг). В мае 1978 года участвовал в работе VIII Международного Конгресса ИМЕКО в Москве.
В 1983 году перешёл на преподавательскую работу в Технический Университет Молдовы, начав работу с должности старшего научного сотрудника, в дальнейшем стал доцентом кафедры электроэнергетики и Главным метрологом института, а с 1992 года — Научным секретарем Учёного совета (Сената).
В связи с провозглашением суверенитета Республики Молдова, появилась острая необходимость в методической и учебной литературе, изданной на румынском языке, которая в то время практически отсутствовала. Драбенко И. Ф., по личной инициативе и с полной ответственностью взялся за перевод имеющихся, а также, за написание и издание новых методических материалов, основанных на ведущих достижениях науки и техники. Написанное им в 1989 году учебное руководство для студентов и преподавателей Энергетического факультета Технического Университета, включает в себя основные направления в освоении технической русско-румынской терминологии. Эта методическая разработка была высоко оценена руководством и решением специальной комиссии, была внедрена в учебный план в качестве основного дидактического пособия. В 1991-92 годах разрабатывает и издаёт на румынском языке «Руководящие принципы в отношении проведения лабораторных работ для студентов», а также подробный курс лекций «Электротехнические материалы», который впоследствии становится ведущим дидактическим пособием для всех форм преподавательской деятельности Энергетического факультета Технического Университета. Все это позволило полноценно и грамотно осуществлять учебный процесс на государственном языке.
Автор и соавтор более ста научных работ, одной монографии и соавтор в  шестнадцати изобретениях, два из которых запатентованы в США.
Умер 19 марта 2010 года в Кишинёве, и был похоронен на Центральном (Армянском) кладбище, участок15.

## Награды и звания
- 1966 Орден «Знак Почёта» за достижения в области разработки и внедрения уникальных делителей напряжения высокой точности на Волжской ГЭС.[11]
- 1969 Золотая медаль ВДНХ СССР за достигнутые успехи в развитии народного хозяйства СССР
- 1970 Медаль «За трудовую доблесть»
- 1974 Лауреат Государственной премии МССР
- 1974 Золотая медаль ВДНХ МССР
- 1979 Нагрудный знак «Изобретатель СССР»
- 1990 Медаль «Ветеран труда»

## Список изобретений, в создании которых Иван Фёдорович является соавтором
- Высоковольтное измерительное сопротивление : a.с. 180254 СССР. №933201/26-10; заявл.14.12.64 ; опубл.21.03.66,Бюл.7.
- Высоковольтное измерительное сопротивление : a.с. 475039 СССР. №1745061/18-10; заявл.04.02.72 ; опубл.05.08.76,Бюл.29.
- Высоковольтный компенсатор напряжения : a.с. 351165 СССР. №1438912/18-10; заявл.18.05.70 ; опубл.13.09.72,Бюл.27.
- Герметизированный резистор : a.с. 320833 СССР. №1353687/24-7; заявл.29.07.69 ; опубл.04.11.71,Бюл.34.
- Драбенко, И.Ф. Добавочные сопротивления и делители напряжения на сотни киловольт / И.Ф. Драбенко // Первая научно-техническая конференция по микропроводу и приборам сопротивления. - Кишинёв: НИИЭП Совнархоза МССР, 1961.
- Драбенко, И.Ф. Русско-румынскии терминологический справочник для студентов энергетического факультета. - Кишинев: UTM, 1989. — 59 с.
- Измеритель высокоомных сопротивлений : a.с. 415612 СССР. №1623058/18-10; заявл.26.02.71 ; опубл.15.02.74,Бюл.6.
- Киловольтметр : a.с. 451956 СССР. №1893459/18-10; заявл.19.03.73 ; опубл.30.11.74,Бюл.44.
- Литой микропровод и его свойства / Е. Я. Бадинтер, Н. Р. Берман, И. Ф. Драбенко, В. И. Заборовский, З. И. Зеликовский, В. Г. Чебан. — Кишинев: Штиинца, 1973. — 320 с.
- Метод поверки прецизионных делителей высокого постоянного напряжения / И. Я. Данилюк, И. Ф. Драбенко, А. В. Кондур. // Измерительная Техника. - Москва: 1974. – C. 67-68.
- Полуавтомат для намотки катушек из микропровода : a.с. 514359 СССР. № 1704302/07; заявл.11.10.71 ; опубл.15.05.76,Бюл.18.
- Постоянный магнит : a.с. 540299 СССР. №1780010/07; заявл.03.05.72 ; опубл.25.12.76,Бюл.47.
- Способ изготовления литого микропровода в стеклянной изоляции : a.с. 514350 СССР. №1745975/07; заявл.14.02.72 ; опубл.15.05.76,Бюл.18.
- Способ изготовления обмоточных проводов : a.с. 616658 СССР. №2425951/24-07; заявл.14.12.76 ; опубл.25.07.78,Бюл.27.
- Способ поверки высоковольтного делителя напряжений : a.с. 455298 СССР. №1443352/18-10; заявл.25.05.70 ; опубл.30.12.74,Бюл.48.
- Способ формирования микрованны для изготовления микропровода : a.с. 440700 СССР. №1746023/24-7; заявл.04.02.72 ; опубл.25.08.74,Бюл.31.
- Стекло : a.с. 414210 СССР. №1774774/29-33; заявл.20.04.72 ; опубл.05.02.74,Бюл.5.
- Схема высоковольтного прецезионного делителя напряжения : a.с. 451957 СССР. № 1443351/18-10; заявл.25.05.70 ; опубл.30.11.74,Бюл.44.
- Установка для нанесения покрытий на изделие протяженной формы : a.с. 860144 СССР. №2775502/24-07; заявл.27.06.79 ; опубл.30.08.81,Бюл.32.
- Устройство для измерения сопротивления резисторов : a.с. 496510 СССР. № 1769192/18-10; заявл.04.04.72 ; опубл.27.02.76,Бюл.47.
- Устройство для разрушения стеклянной изоляции микропровода : a.с. 368655 СССР. № 1479866/24-7; заявл.25.09.70 ; опубл.26.01.73,Бюл.9.
- Электрогидродинамическая тепловая труба : a.с. 1024682 СССР. №3358592/24-06; заявл.26.11.81 ; опубл.23.06.83,Бюл.23.
- Электромеханический компаратор : a.с. 951154 СССР. № 3237495/18-21; заявл.13.01.81 ; опубл.15.08.82,Бюл.30.
- (англ.) Danilyuk  I.Ya., Drabenko I.F., and Kondur A. V. «A method for checking dc high-voltage dividers.» (недоступная ссылка) Measurement Techniques Vol. 17, Nr. 5, 1974: 753—756
- (англ.) Drabenko I.F., Kondur A.V., and Chernov A.M. «Checking of ohmmeters.» (недоступная ссылка) Measurement Techniques Vol. 16, Nr. 9, 1973: 1388—1391
- (англ.) Drabenko I.F. and Zelikovskii Z.I. «High-voltage dividers for measurements.» (недоступная ссылка) Measurement Techniques, Vol. 14, Nr. 8, 1971: 1205—1210
- (англ.) US Patent 3886448 - Method and apparatus for testing high-voltage dividers.
- (англ.) US Patent 3931605 - High-voltage resistor unit.